# Grindelia lanceolata
Grindelia lanceolata es una especie de planta fanerógama de la familia Asteraceae. 

## Distribución
Es originaria de la región centro-sur de Estados Unidos, con población dispersa más al este. Su hábitat preferido son los claros de piedra caliza y praderas rocosas.

## Descripción
Esta especie es de corta duración, monocárpica perennifolia. Produce cabezas de flores amarillas en el verano.

## Taxonomía
Grindelia lanceolata fue descrita por Thomas Nuttall y publicado en Journal of the Academy of Natural Sciences of Philadelphia 7(1): 73. 1834.
Variedad aceptada
- Grindelia lanceolata var. greenei (Steyerm.) G.L.Nesom

Sinonimia
- Grindelia littoralis Steyerm.
- Grindelia texana Scheele
- Grindelia texana var. lanceolata (Nutt.) Shinners
- Grindelia texana var. texana[4]